# Зельоне-Камедульське
Зельоне-Камедульське (пол. Zielone Kamedulskie) — село в Польщі, у гміні Сувалки Сувальського повіту Підляського воєводства.
Населення — 354 особи (2011).
У 1975-1998 роках село належало до Сувальського воєводства.

## Демографія
Демографічна структура станом на 31 березня 2011 року:
|          | Загалом | Допрацездатний вік | Працездатний вік | Постпрацездатний вік |
| -------- | ------- | ------------------ | ---------------- | -------------------- |
| Чоловіки | 185     | 41                 | 130              | 14                   |
| Жінки    | 169     | 38                 | 113              | 18                   |
| Разом    | 354     | 79                 | 243              | 32                   |